# Teatro James Earl Jones
El Teatro James Earl Jones, originalmente el Teatro Cort, es un teatro de Broadway ubicado en el número 138 de la Calle 48 Oeste, entre la Séptima Avenida y la Sexta Avenida, en el Distrito Teatral de Midtown Manhattan en la ciudad de Nueva York, Estados Unidos. Fue construido en 1912 y diseñado por el arquitecto Thomas W. Lamb para el empresario John Cort. Un anexo al oeste del teatro, construido entre 2021 y 2022, fue diseñado por los arquitectos Kostow Greenwood. El Jones tiene 1,092 asientos distribuidos en tres niveles y es operado por la Organización Shubert. Tanto la fachada como el interior del teatro son monumentos designados por la ciudad de Nueva York.
El teatro conserva gran parte de su diseño neoclásico original. Su fachada en la Calle 48 tiene un marquesina de vidrio y metal que protege las entradas, así como un pórtico con un piso adicional encima. El vestíbulo tiene paneles de mármol y un techo abovedado. El auditorio contiene una orquesta en el nivel del suelo y dos balcones sobresalientes con palcos. El arco del proscenio del auditorio está diseñado con "vidrio de arte" que puede iluminarse durante las funciones, y su techo es abovedado. El anexo occidental contiene salas de estar, baños y áreas detrás del escenario.
John Cort recibió los derechos para operar el teatro en enero de 1912, y el Teatro Cort abrió sus puertas el 20 de diciembre de 1912. A pesar de ser considerado por la comunidad teatral como estando en el "lado equivocado" de Broadway, el Cort albergó numerosas producciones exitosas durante sus primeros años. La Organización Shubert compró el teatro en 1927, dos años antes de la muerte de Cort. Aunque el teatro se utilizó como estudio de televisión para The Merv Griffin Show desde 1969 hasta 1972, en su mayoría ha permanecido en uso teatral a lo largo de los años. El Cort cerró temporalmente en 2020 durante la pandemia de COVID-19 y fue renovado durante ese tiempo. En 2022, fue renombrado en honor al actor James Earl Jones, convirtiéndose en el segundo lugar de Broadway nombrado en honor a una personalidad teatral afroamericana.

## Sitio
El Teatro James Earl Jones es un teatro de Broadway en el número 138 de la Calle 48 Oeste, en la acera sur entre la Séptima Avenida y la Sexta Avenida (cerca de Times Square), en el Distrito Teatral de Midtown Manhattan en la ciudad de Nueva York. El terreno rectangular abarca 12,010 pies cuadrados (1,116 m2), con una fachada de 120 pies (37 m) en la Calle 48 y una profundidad de 100.42 pies (31 m). Los edificios cercanos incluyen el 1221 Avenue of the Americas al noreste, el 1211 Avenue of the Americas al este, la Iglesia de Santa María la Virgen al sur, el Teatro Palace y TSX Broadway al suroeste, y el 20 Times Square al oeste.

## Diseño

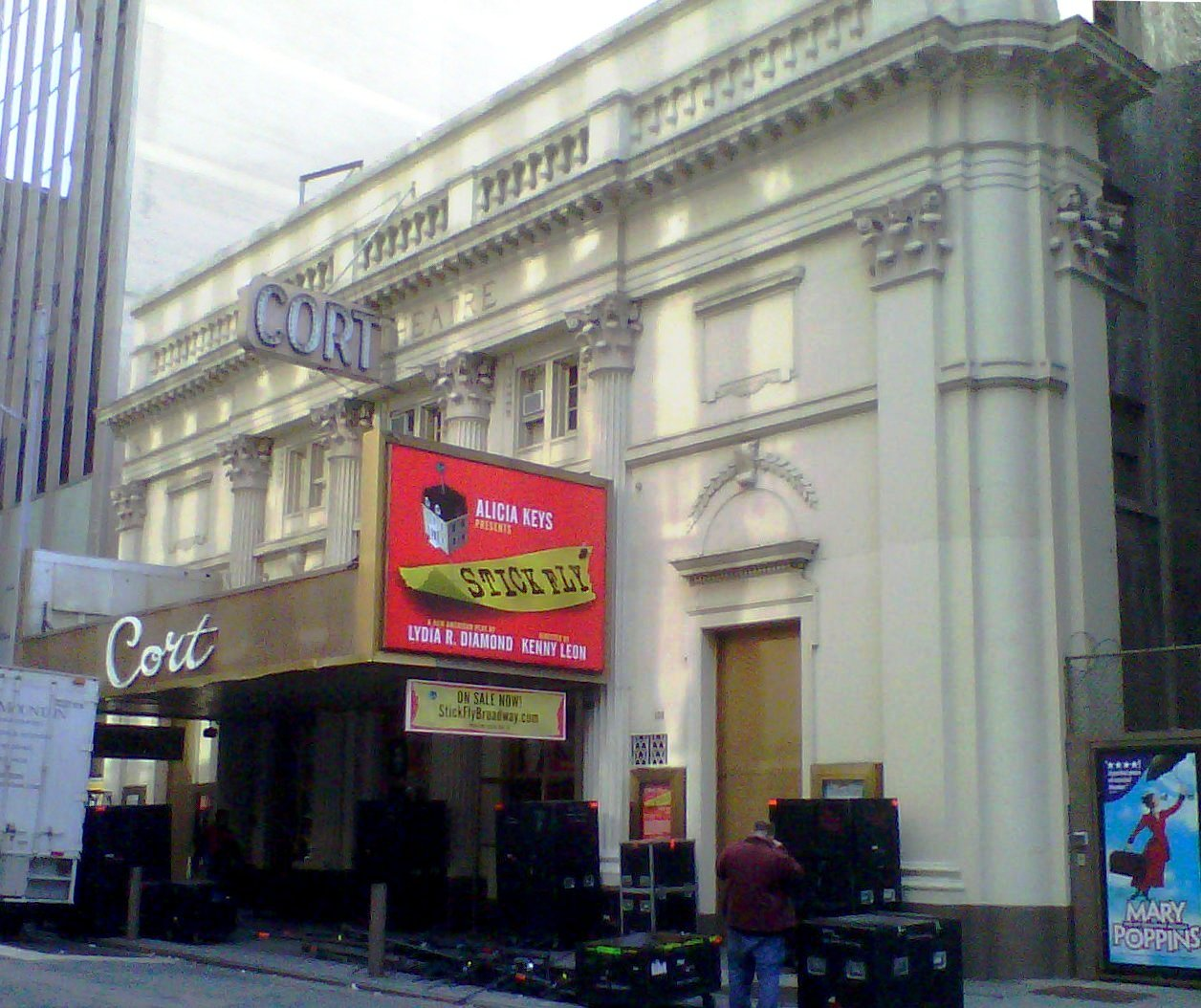
Fachada vista en noviembre de 2011, con la antigua marquesina en su lugar

El Teatro James Earl Jones, diseñado por Thomas W. Lamb en estilo neoclásico para el empresario John Cort, fue construido en 1912. El lugar es uno de los pocos edificios teatrales restantes de Lamb. Aunque Edward B. Corey a menudo fue acreditado como el arquitecto, Lamb fue el arquitecto oficial del proyecto. y William Crawford fue el contratista general del proyecto. Un anexo directamente al oeste fue diseñado por Kostow Greenwood Architects y se está construyendo entre 2021 y 2022.

### Fachada

#### Teatro original

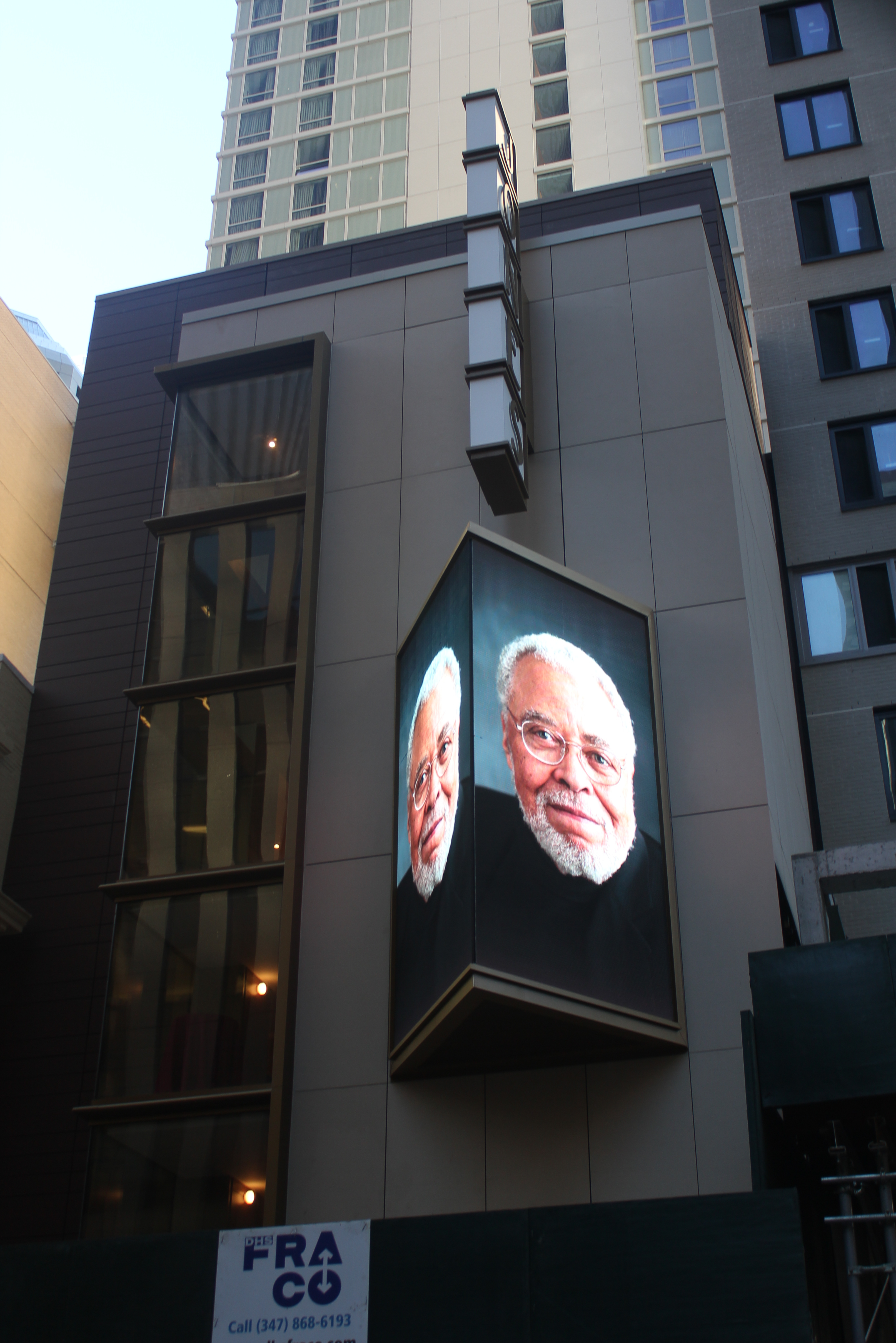
Fachada anexa

La elevación principal de la fachada del Jones mira hacia el norte en la Calle 48 y está hecha de mármol,con una capa de piedra subyacente. La fachada original de dos pisos del teatro está dividida en un pabellón central con una columnata de tres bahías; la columnata central está flanqueada por una bahía adicional a cada lado. La fachada fue modelada según el Petit Trianon, un chateau neoclásico del siglo XVIII en Versalles.Un artículo contemporáneo del New-York Tribune caracterizó la elevación principal de la fachada como diseñada en el estilo de la era Luis XVI.

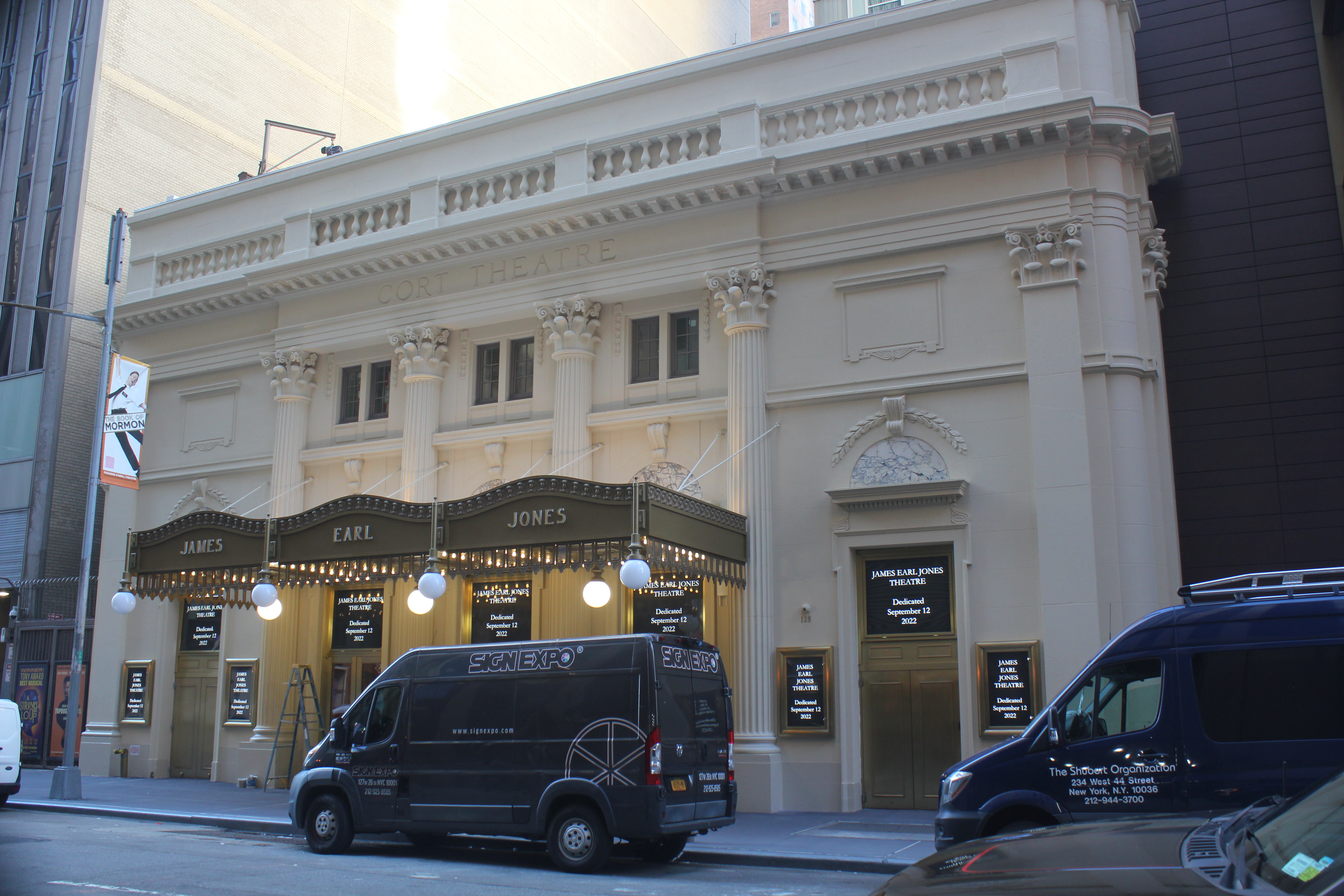
fachada en septiembre de 2022

El pabellón central contiene cuatro columnas estriadas adosadas con capiteles de estilo corintio. A nivel del suelo, cada una de las tres bahías centrales contiene un conjunto de puertas dobles de vidrio y aluminio, sobre las cuales hay una marquesina. La marquesina original tenía tres arcos de estilo Art Nouveau, pero fue reemplazada en el siglo XX por una estructura cuadrada con letreros a cada lado. Una nueva marquesina, similar en diseño a la original, fue instalada en 2021; contiene tres arcos enmarcados por decoraciones de escudo de metal, así como cuatro lámparas esféricas colgantes desde la marquesina. Encima de la marquesina hay arcos rematados por claves en forma de ménsula. Una barra de travesaño corre horizontalmente sobre las claves, sobre la cual hay pares ligeramente empotrados de ventanas, flanqueadas por flores de campana.
Las bahías exteriores contienen puertas dobles de aluminio, con cajas de exhibición a cada lado y encima de las puertas. Las entradas contienen arquitrabes con orejas y están rematadas por cornisas. Encima de las cornisas hay paneles con arcos de medio punto, con claves flanqueadas por hojas de laurel. Las bahías exteriores contienen paneles tallados, en lugar de ventanas, en el piso superior. Las esquinas noroeste y noreste de la fachada del teatro están curvadas. Cada extremo de la elevación norte contiene un pilastra corintia, y los extremos norte de las elevaciones oeste y este también contienen una pilastra. Un friso corre sobre el piso superior de la fachada, envolviendo alrededor de las esquinas curvadas al noroeste y noreste. Sobre las columnas centrales, el friso tiene una inscripción con el nombre del teatro. Un letrero de neón con el nombre "Cort" había sido instalado frente al friso en 1937;  fue retirado durante la renovación de 2021.Encima del friso hay un parapeto con modillones y una balaustrada ciega.

#### Anexo
El anexo occidental, con una medida de 35 pies (11 m) de ancho, fue construido entre 2021 y 2022.El anexo tiene aproximadamente 74 pies (23 m) de altura, con cinco pisos; el pozo del ascensor en el anexo se eleva a 80 pies (24 m). Una bahía empotrada de granito marrón al final del callejón conecta el anexo y el teatro original. El pozo del ascensor del anexo está aproximadamente a 30 pies por encima del techo del teatro original.A diferencia de la fachada original, tiene un diseño moderno con paneles de fachada de terracota de color crema intercalados con piezas de piedra arenisca pulida. Hay cajas de exhibición de vidrio a nivel del suelo, así como una ventana acristalada en la esquina este de los pisos superiores del anexo.También hay un letrero LED en el exterior de los pisos superiores del anexo.

#### Interior

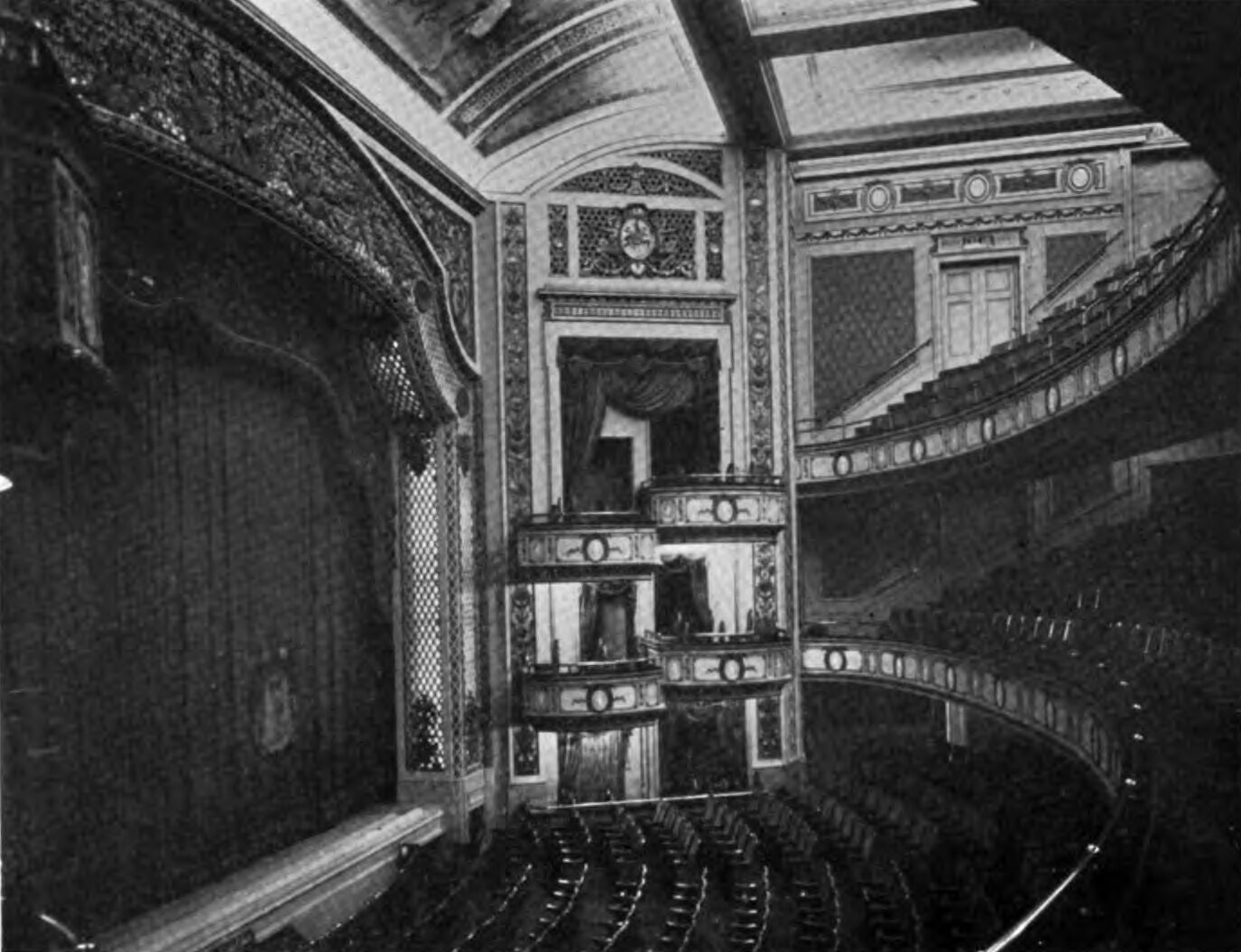
Interior del auditorio (1913).

El diseño interior del Jones se atribuye a Arthur Brunet, según un folleto promocional de la apertura del teatro. Aunque el interior no era similar al del Petit Trianon, los elementos de diseño son de la misma época, el siglo XVII. El esquema de color interior fue descrito en el folleto como "una mezcla de rosa antiguo y dorado" y decoración de yeso "en colores complementarios de champán y siena".

#### Vestíbulo
El vestíbulo de entrada es un espacio rectangular al que se accede desde la Calle 48.El vestíbulo está revestido en mármol blanco Pavanozza con paneles de trabajo de yeso. Los Estudios Tiffany fueron acreditados con el diseño del vestíbulo. Las paredes del vestíbulo contienen un zócalo de mármol Pavanozza, que rodea toda la habitación. Las puertas norte conducen a la calle, mientras que tres puertas en la pared sur se conectan al auditorio. Las puertas del sur están rodeadas de marcos de yeso, sobre los cuales hay entablamentos y frontones con cartelas. Hay una hornacina en la pared este, que contiene un pedestal con un busto de María Antonieta. La pared oeste tiene ventanillas de taquilla con marcos de mármol. El trabajo de metal de la taquilla originalmente estaba hecho de bronce con relieves de oro y esmalte. El vestíbulo tiene un techo abovedado con motivos de yeso en relieve y un medallón central con una araña de bronce y cristal. No hay un baño accesible en el vestíbulo original.

#### Auditorio
El auditorio cuenta con un nivel de orquesta, dos balcones, palcos y un escenario detrás del arco del proscenio. El auditorio tiene un diseño cuadrado y está decorado con yeserías en alto relieve. La Organización Shubert, operadora del Jones, cita que el auditorio tiene 1,092 asientos; mientras tanto, la Liga de Broadway cita una cifra de 1,084 asientos y Playbill da una cifra de 1,049. Estos se dividen en 502 asientos en la orquesta, 264 en el primer balcón y 263 en el segundo balcón, así como 24 asientos en palcos y 19 lugares de pie únicamente. El Cort originalmente era un lugar con 999 asientos cuando abrió en 1912.

#### Áreas de asientos
El extremo trasero (norte) de la orquesta contiene un paseo, que tiene entradas con arquitrabes con orejas en la pared trasera, así como entradas simples en las paredes laterales. La orquesta tiene un suelo inclinado y paredes revestidas con boiserie, con paneles sobre la boiserie. Escaleras con barandas de hierro conducen desde la orquesta a los balcones. El nivel de la orquesta es accesible en silla de ruedas a través de las puertas principales, pero los niveles de balcón solo podían ser accesibles por escalones antes de la construcción del anexo. Los fondos de los balcones tienen paseos con barandas de pie. Los niveles de balcón tienen entradas con arquitrabes con orejas en las paredes laterales. Las paredes del segundo balcón están rematadas por frisos con guirnaldas y paneles de camafeos. Los balcones tienen molduras florales en la parte frontal de sus partes inferiores, con accesorios de luz de cristal debajo. Las rejillas de aire acondicionado se colocan debajo de los balcones.
A cada lado del escenario hay una sección de pared con dos palcos en cada nivel del primer y segundo balcón.Cada sección de pared está flanqueada por paneles de estilo Adam. Los propios palcos son curvos y contienen celosías y decoraciones de camafeo en las barandas frontales. Debajo de cada palco hay una moldura y un medallón que sostiene una araña. Sobre cada par de palcos del segundo balcón, hay un arquitrabe con orejas, así como un panel de celosía que representa figuras femeninas flanqueando guirnaldas y una cartela. Originalmente, el auditorio tenía doce palcos (cuatro en cada nivel), pero los palcos a nivel de orquesta fueron eliminados. En lugar de un foso de orquesta, había un órgano Wurlitzer que un solo músico podía tocar.  El órgano era un modelo Opus 20 con tres manuales y trece rangos.

#### Otras características de diseño
El arco del proscenio mide 29 pies 0 pulgadas (8.84 m) de alto y 37 pies 5 pulgadas (11.40 m) de ancho. Está compuesto por un enrejado de yeso con vidrio artístico debajo.El vidrio artístico era capaz de iluminarse, pero la iluminación fue luego apagada hasta que el teatro fue renovado en 2021. Los lados del arco tienen guirnaldas y medallones. Encima del centro del arco, y dentro de las esquinas, hay representaciones de putti y musas enredados en vides. Hay una cornisa con modillones y denticulados encima del arco. El tablero de resonancia se curva hacia el techo sobre el arco del proscenio y está dividido en tres secciones. El tablero de resonancia muestra un minueto que, según el New-York Tribune, había sido hecho "durante el período famoso en los dibujos de [Antoine] Watteau de la vida de la corte francesa en Versalles".La profundidad del auditorio hasta el proscenio es de 28 pies 10 pulgadas (8.79 m), mientras que la profundidad hasta el frente del escenario es de 33 pies 5 pulgadas (10.19 m).
El techo está dividido en tres secciones rectangulares, que son nichos empotrados. Las nervaduras del techo, que separan los nichos, están decoradas con guirnaldas y coronas. La sección central contiene una cúpula circular, que tiene un friso que se extiende hacia afuera, así como una araña de bronce y cristal que cuelga en el centro. Tres paneles adicionales, de diseño similar, cuelgan sobre el segundo balcón.

#### Anexo
El anexo del Jones contiene una superestructura de hormigón y cubre 20,000 pies cuadrados (1,900 m2). El anexo cuenta con baños accesibles, áreas de concesión, salones, camerinos y espacio para ensayos. Una gran escalera conecta los salones en tres pisos del anexo, con vistas a la Calle 48. Se está colocando un ascensor en el anexo para permitir el acceso en silla de ruedas a los balcones del auditorio.El anexo está conectado al teatro existente a través de nuevas aberturas de puertas. Con la construcción del anexo, el ala izquierda del escenario también se expandió hacia el anexo.

## Historia

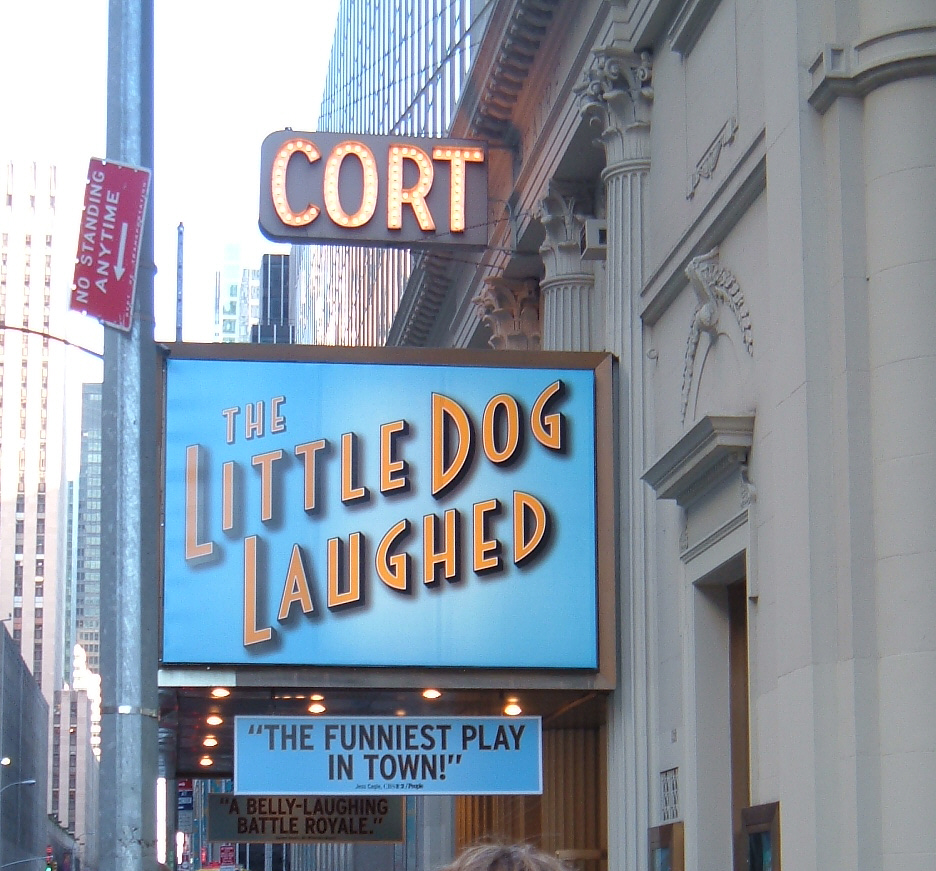
Fachada del Teatro antes de la reforma de 2021

Times Square se convirtió en el epicentro de las producciones teatrales a gran escala entre 1900 y la Gran Depresión. El distrito teatral de Manhattan había comenzado a desplazarse de Union Square y Madison Square durante la primera década del siglo XX. De 1901 a 1920, se construyeron cuarenta y tres teatros alrededor de Broadway en el Midtown de Manhattan, incluido el Teatro Cort. John Cort era un operador teatral que había tenido un gran éxito en la costa oeste de Estados Unidos, con 150 teatros en su apogeo, y llegó a la ciudad de Nueva York en 1905. Cort había sido nombrado presidente de la Asociación Nacional de Propietarios de Teatros en 1910, un grupo de circuitos que intentaban separarse de los sindicatos con sede en Nueva York, como el circuito Klaw y Erlanger.Fue en esta capacidad que Cort decidió construir nuevos teatros en la ciudad de Nueva York.

### Operación de Cort

#### Desarrollo y primeros años
Edward B. Corey adquirió los terrenos en el 138-146 de la Calle 48 Oeste y los arrendó a Cort por 21 años a partir de enero de 1912.Thomas Lamb fue contratado para diseñar un teatro allí. En marzo, Cort anunció que erigiría dos teatros en la ciudad de Nueva York: el Teatro Cort en la calle 48 y el Teatro Illington en la calle 46. El diseño del Cort era tan importante que las especificaciones para el diseño del teatro estaban codificadas en el contrato de arrendamiento. Específicamente, las características de diseño no podían ser "inferiores" a las del ya demolido Teatro Playhouse al otro lado de la calle.Para junio, la producción Peg o' My Heart protagonizada por Laurette Taylor había sido programada para el Cort. La apertura del teatro estaba originalmente programada para noviembre de 1912.
El Cort abrió el 20 de diciembre de 1912, con Peg o' My Heart. Los críticos teatrales de la época consideraban que el Cort estaba físicamente en el "lado equivocado" de Broadway; mientras que la mayoría de los teatros contemporáneos estaban al oeste de esa calle, el Cort estaba al este. Sin embargo, el teatro fue descrito en una fuente de medios contemporánea como "uno de los teatros más exquisitamente hermosos de Manhattan". La revista Theatre escribió sobre "las líneas amplias y dominantes del Cort, los asientos cómodos y las admirables propiedades acústicas. Si se tiene alguna objeción, es que el rosa es un tono demasiado delicado para una expansión de decoración tan amplia".
Peg o' My Heart tuvo más de 600 representaciones, un logro importante para la época, cuando 100 representaciones constituían un éxito. En 1913, Cort otorgó a Oliver Morosco los derechos exclusivos para presentar obras en su teatro homónimo durante cinco años. Después de que Peg o' My Heart terminara, la Mutual Film Corporation utilizó temporalmente el Cort como cine a mediados de 1914. Luego, el lugar acogió dos producciones exitosas: Under Cover, que se estrenó en 1914, y The Princess Pat, que se estrenó en 1915.
Debido al gran número de éxitos tempranos en el Cort, rápidamente fue percibido entre la comunidad teatral como un lugar "afortunado".

### Finales de la década de 1910 y principios de la década de 1920

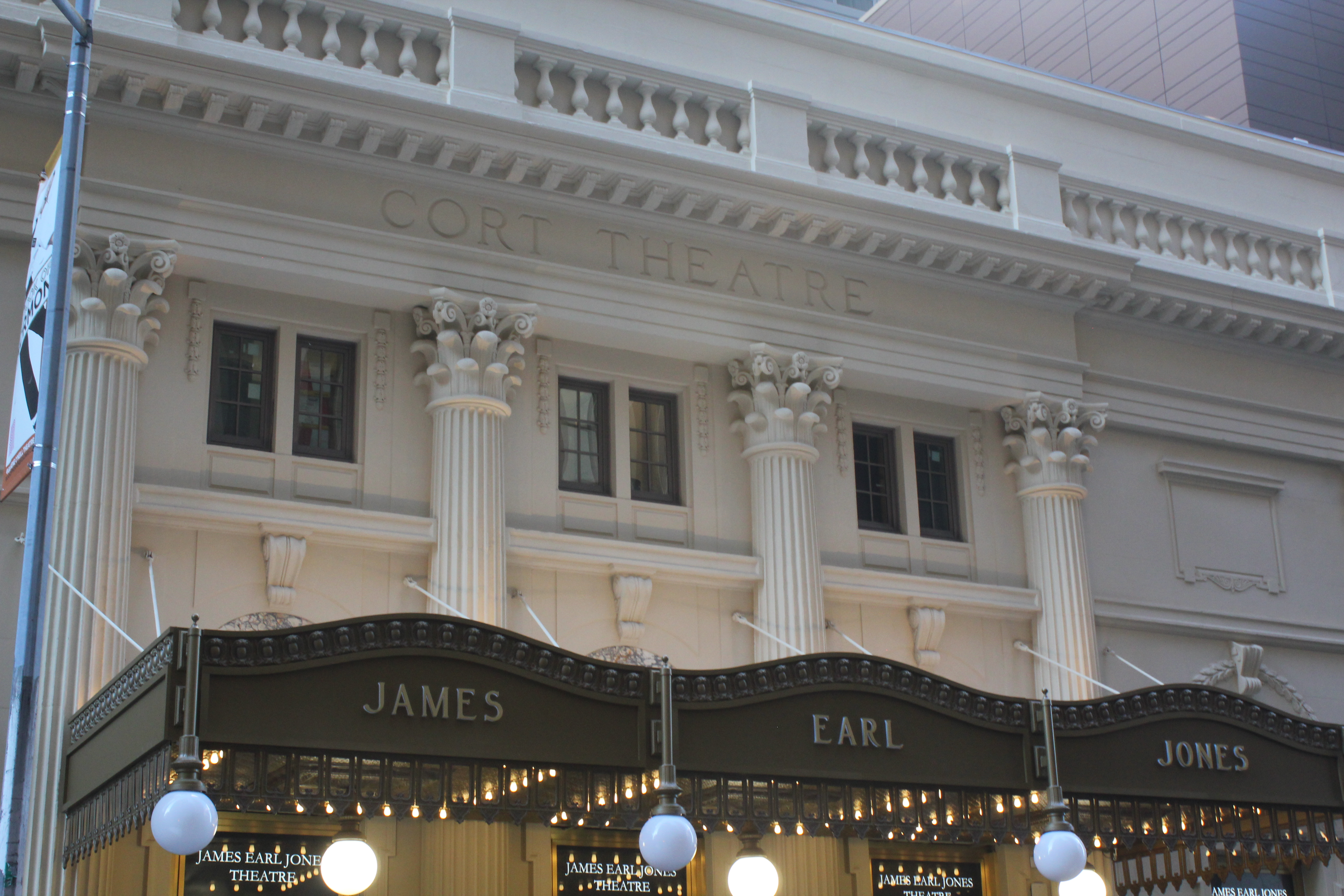
Detalle de cornisa y ático. (2022).

El teatro presentó las producciones de John Cort, así como las de otros productores como Morosco, la familia Shubert, la familia Selwyn y Arthur Hammerstein, en sus primeros años.Molly O' y Upstairs and Down, así como el exitoso The Yellow Jacket, se presentaron en el Cort durante 1916.Al año siguiente, el lugar acogió a Mother Carey's Chickens y Flo-Flo, este último con 220 representaciones. Luego, el Cort presentó varias obras de Shakespeare a principios de 1918. El último éxito teatral de la década de 1910 fue Abraham Lincoln, que se estrenó en 1919. El Cort continuó presentando éxitos durante la siguiente década. Estos incluyeron Jim Jam Jems (1920), con Joe E. Brown; Captain Applejack (1921);Merton of the Movies (1922); y The Swan (1923), con Basil Rathbone y Eva Le Gallienne.Otros eventos de principios de la década de 1920 incluyeron una sesión de espiritismo realizada por John Armstrong Chaloner en 1921, así como actuaciones benéficas como Hua Mulan (1921) y Book of Job (1922).
El teatro tuvo una serie de producciones de corta duración en 1924. Más exitosa fue la obra The Second Mrs. Tanqueray (1924), con Ethel Barrymore y Henry Daniell, y la comedia White Collars (1925). Estas fueron seguidas por otro conjunto de producciones con carreras cortas.Surgió una disputa en octubre de 1925 cuando tres productores se demandaron mutuamente, alegando que Cort les había otorgado a cada uno el derecho de usar el teatro durante el mismo período de tiempo. El juez Thomas D. Thacher, del Tribunal de Distrito de los Estados Unidos para el Distrito Sur de Nueva York, emitió dos órdenes de restricción: una otorgando los derechos de producción a Jane, Our Stranger, y otra que canceló esa producción después de cuatro representaciones. Otros éxitos de mediados de la década de 1920 incluyeron The Jazz Singer, que fue trasladado al Cort a finales de 1925, así como The Little Spitfire, que se estrenó en 1926.La obra de 1926 Beyond Evil, que discutía el matrimonio interracial, casi provocó un motín cuando se presentó en el Cort.

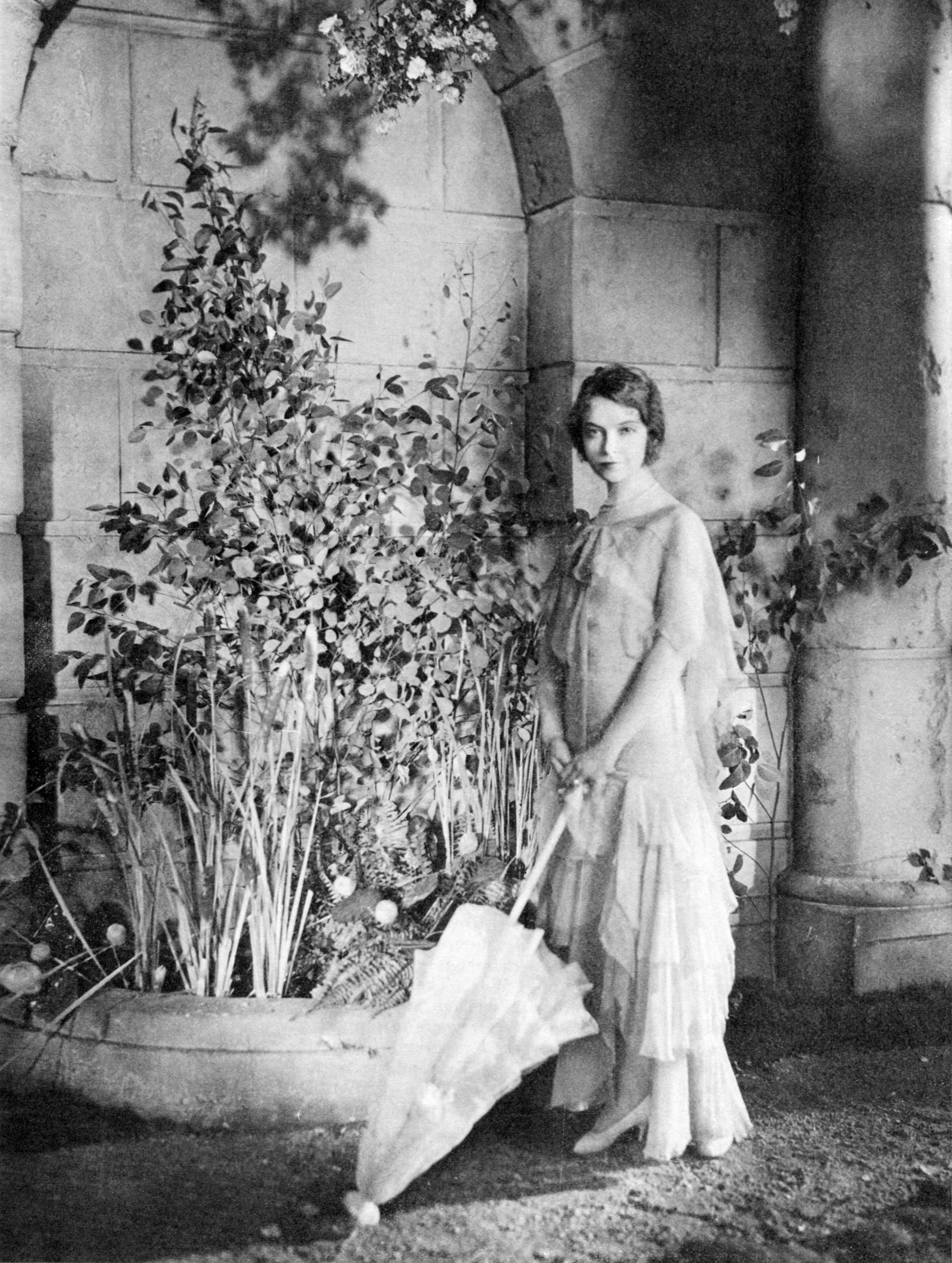
Lillian Gish en la producción de Tío Vania del Cort en 1930

### Operación Shubert

#### Décadas de 1920 a 1960

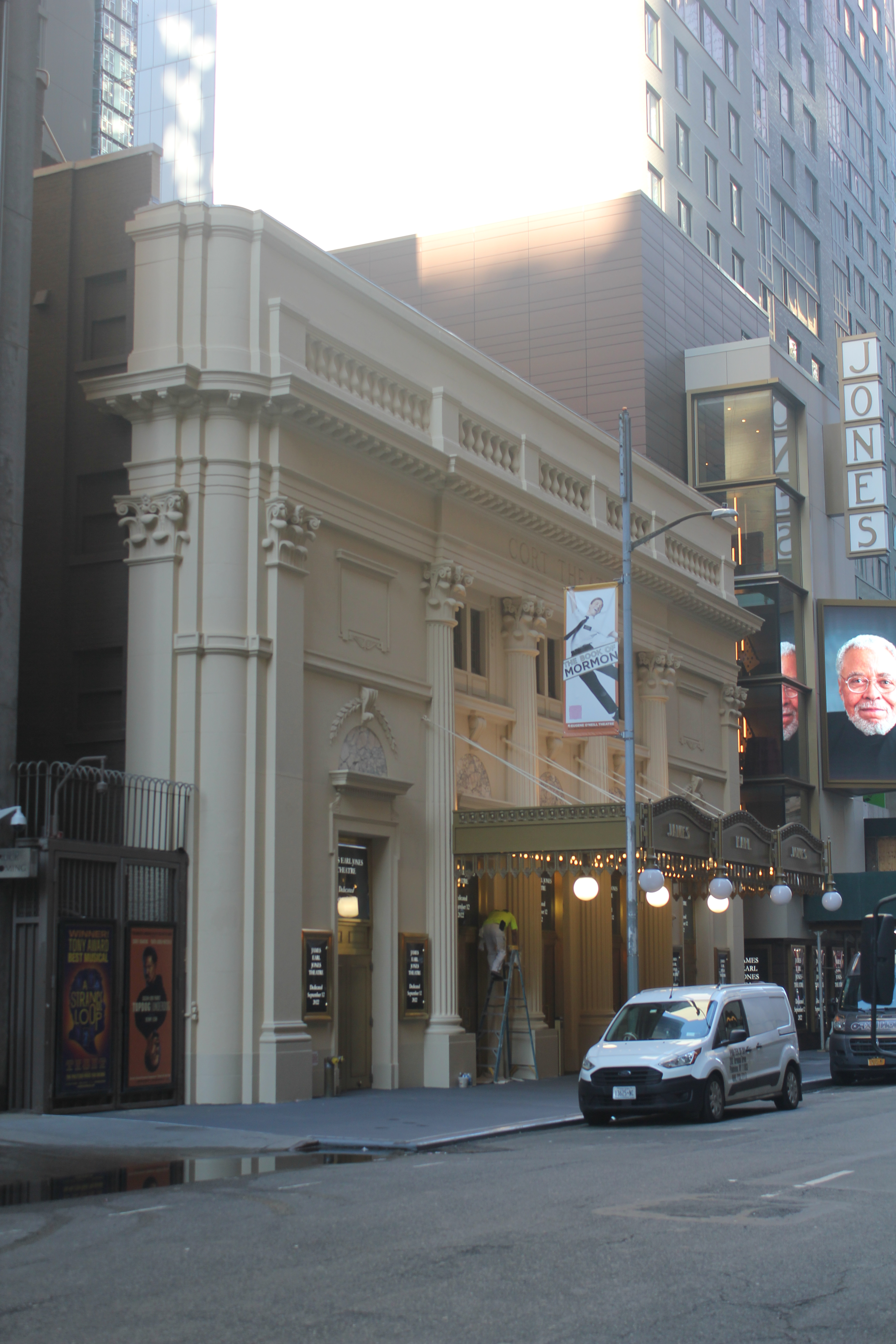
Visto desde el este

En mayo de 1927, la Organización Shubert compró el teatro a Edward B. Corey, sujeto a una hipoteca de $210,000. Los Shubert tomaron el control de la operación de Cort, quien se retiró posteriormente. Joseph Leblang y sus representantes operaron el lugar desde agosto de 1928 hasta diciembre de 1932. El drama de 1928 Estos Días, que tuvo ocho representaciones en el Cort, fue la primera aparición en Broadway de Katharine Hepburn. Posteriormente, el teatro acogió A Most Immoral Lady en 1928 con Alice Brady, así como Your Uncle Dudley en 1929 con Walter Connolly. El Cort albergó la reavivación de la obra Tío Vania de Jed Harris en 1930, junto con la exitosa producción Five Star Final el mismo año.Además de las actuaciones teatrales, el Cort acogió eventos como una ópera en 1927y un recital de canciones folclóricas en 1930.
Richard Aldrich y Alfred De Liagre debutaron como productores en 1933 con Three-Cornered Moon. Dos éxitos siguieron: The Green Bay Tree en 1933  y The Bishop Misbehaves en 1935. Dos obras de George Abbott ocuparon el Cort durante la mayor parte de los siguientes tres años: Boy Meets Girl (1935) y Room Service (1937),  ambas con cientos de representaciones. Varias producciones importantes siguieron, incluyendo The White Steed (1939),The Male Animal (1940),La tía de Carlos (1940), Cafe Crown (1942), La Víspera de San Marcos (1942), y A Bell for Adano (1944).Durante 1946, la Compañía de Repertorio Shakespeareano del Teatro Guild apareció en Cuento de invierno; Katharine Cornell produjo y protagonizó Antígona y Candida;  y Estelle Winwood y Cornelia Otis Skinner protagonizaron El Abanico de Lady Windermere.Esto fue seguido en 1948 por los éxitos La puta respetuosa y Two Blind Mice.La producción de 1949 de El Padre marcó el debut en Broadway de Grace Kelly.
Incluso en la década de 1950, el Cort continuó presentando producciones de larga duración,El Theatre Guild regresó en 1950,presentando Como gustéis. Esto fue seguido por varios éxitos como Santa Juana (1951), The Shrike (1952), The Fifth Season (1953) y The Rainmaker (1954). Otra producción importante fue El Diario de Ana Frank, que se estrenó en 1955 y se mantuvo en el Cort durante más de un año antes de mudarse. Otra producción importante de finales de la década de 1950 fue The Rope Dancers en 1957. La obra Amanecer en Campobello se estrenó en 1958 con Henry Jones, Mary Fickett y Anne Seymour,así como James Earl Jones en su debut en Broadway; tuvo más de 500 representaciones.
El Cort albergó varias producciones a principios de la década de 1960, incluyendo The Hostage y Advise and Consent  en 1960, así como  Purlie Victorious y Sunday in New York en 1961. Durante el resto de la década, el Cort tuvo muchas producciones, pocas de las cuales fueron éxitos. En mayo de 1962, el Teatro Real Dramático de Suecia tuvo una breve temporada con El Padre, Largo Viaje hacia la Noche y Señorita Julia en repertorio. Al año siguiente, se presentó una adaptación relativamente sin éxito de Alguien voló sobre el nido del cuco; esto fue seguido en 1965 por The Zulu and the Zayda.

### Décadas de 1970 a 1990
CBS arrendó el teatro como estudio de televisión para The Merv Griffin Show, que comenzó a transmitirse desde allí en agosto de 1969. La cadena gastó $1 millón en renovar el teatro para convertirlo en un estudio de televisión. A finales de 1970, Merv Griffin trasladó su programa a California. Griffin dijo que se había "avergonzado" de abandonar el Cort, ya que CBS lo había renovado exclusivamente para su programa, pero las calificaciones de The Merv Griffin Show habían aumentado tras su traslado a California. Mientras tanto, CBS continuó arrendando el teatro a un alto precio. Dos años después de haber arrendado CBS, la construcción del vecino 1211 Avenue of the Americas causó daños estructurales en el interior del teatro, y se colocaron dos vigas en la pared este. Debido a que el interior ya no era adecuado para producciones televisivas, CBS decidió dejar vencer el contrato de arrendamiento.El contrato de arrendamiento de CBS de 1969 a 1972 fue el único período en el que el Cort fue utilizado como estudio de televisión en lugar de como teatro.
El teatro albergó la efímera All the Girls Came Out to Play en 1972 y Jockey Club Stakes en 1973. El espectáculo The Magic Show se estrenó en 1974 y se representó en 1,920 funciones durante los siguientes cinco años. La última producción de esa década fue King Richard III, que se estrenó en 1979 y solo duró 33 funciones.En 1980, el Cort albergó el fracaso Clothes for a Summer Hotel, así como el más exitoso Home ese mismo año, con más de 200 representaciones. Luego, en 1981, el Cort acogió Rose;en 1982, Medeay Twice Around the Park; y en 1984, A Moon for the Misbegotteny Ma Rainey's Black Bottom.El historiador teatral Ken Bloom, al observar varias de las breves actuaciones en el Cort, dijo: "La suerte del Cort parece haberse acabado". Los años 1980 terminaron con la obra sudafricana Sarafina!, que se representó durante más de un año. Durante los años 1980, los Shubert renovaron el Cort como parte de un programa de restauración para sus teatros de Broadway.
La Comisión de Preservación de Monumentos de la Ciudad de Nueva York (LPC, por sus siglas en inglés) comenzó a considerar la protección del Cort como un hito oficial de la ciudad en 1982, con discusiones que continuaron durante los próximos años. La LPC designó tanto la fachada como el interior como hitos el 17 de noviembre de 1987.Esto fue parte del amplio esfuerzo de la LPC en 1987 para otorgar estatus de hito a los teatros de Broadway. La Junta de Estimación de la Ciudad de Nueva York ratificó las designaciones en marzo de 1988. Los Shuberts, los Nederlanders y Jujamcyn presentaron una demanda colectiva contra la LPC en junio de 1988 para anular las designaciones de hitos de 22 teatros, incluido el Cort, argumentando que las designaciones limitaban severamente el alcance de las modificaciones que se podían realizar en los teatros. La demanda fue llevada a la Corte Suprema del Estado de Nueva York y a la Corte Suprema de los Estados Unidos, pero estas designaciones fueron finalmente confirmadas en 1992.
El Cort albergó el exitoso The Grapes of Wrath en 1990, así como la producción de corta duración de Two Shakespearean Actors del Lincoln Center Theater en 1992. Esto fue seguido en 1994 por Twilight: Los Angeles, 1992. El Lincoln Center Theater regresó al Cort en 1995 con su revival de The Heiress,que se representó durante más de 300 funciones. El Lincoln Center Theater luego programó dos producciones adicionales: Sex and Longing en 1996 y An American Daughter en 1997. Al final de la década, las producciones en el Cort incluyeron Freak (1998), The Blue Room (1998) y Kat and the Kings (1999).

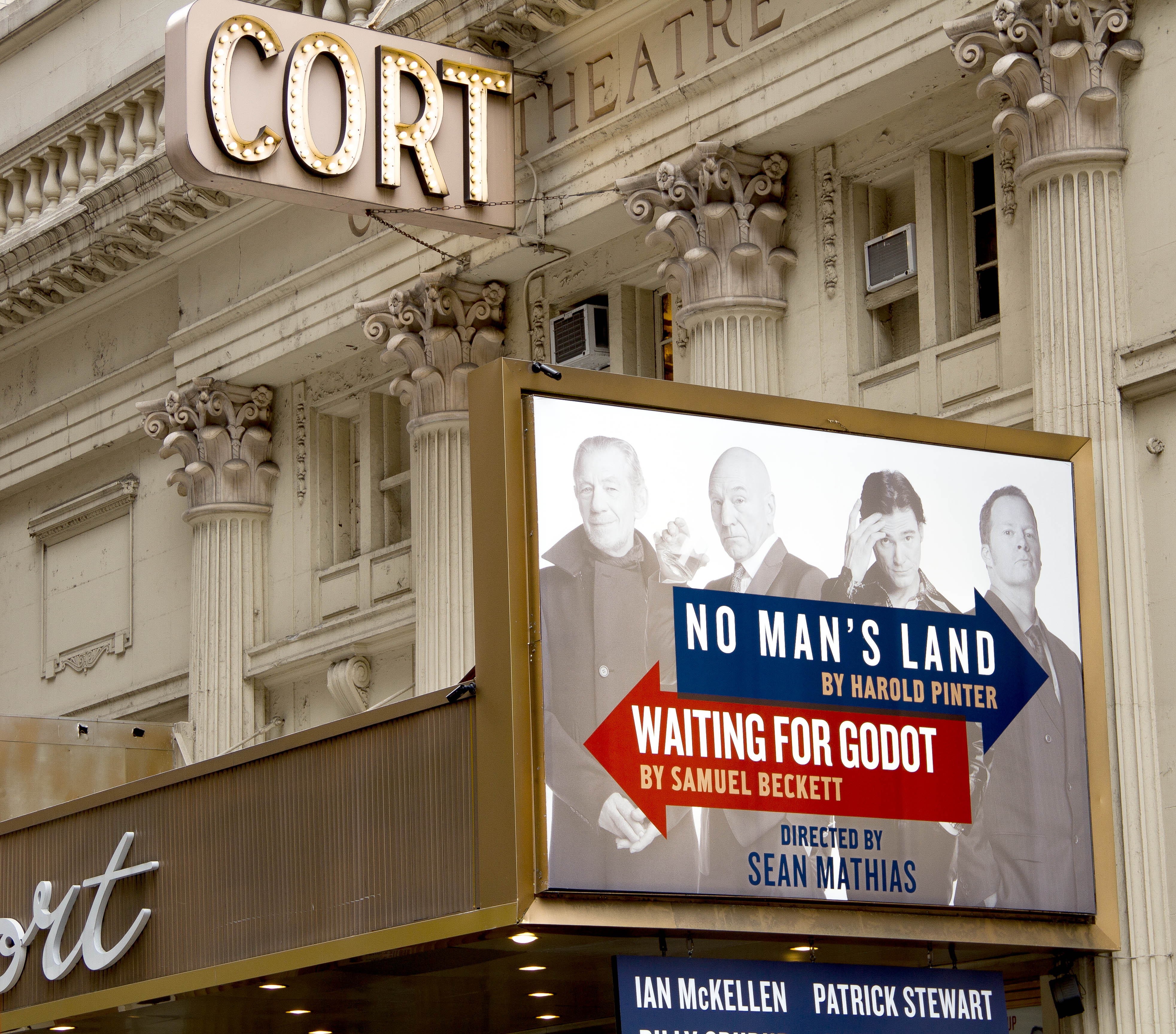
No Man's Land y Waiting de Godot

### Décadas de 2000 a 2010
En 2000, el Cort presentó una breve producción de The Green Bird. Luego albergó Hollywood Armsen 2002, A Year with Frog and Toad en 2003 y Laugh Whore con Mario Cantone en 2004.Como parte de un acuerdo con el Departamento de Justicia de los Estados Unidos en 2003, los Shuberts acordaron mejorar el acceso para personas con discapacidad en sus 16 teatros emblemáticos de Broadway, incluido el Cort. Las otras producciones teatrales en la década incluyeron On Golden Pond (2005), Barefoot in the Park y The Little Dog Laughed (2006), Radio Golf y The Homecoming (2007), The 39 Steps (2008) y You're Welcome America: A Final Night with George W. Bush (2009).
A principios de la década de 2010, el teatro presentó Fences y Time Stands Still en 2010; Born Yesterday y Stick Fly en 2011; y The Lyons y Grace en 2012. Fences estableció el récord de taquilla para el teatro, recaudando $1,175,626 en ocho funciones para la semana que terminó el 11 de julio de 2010. El Cort acogió Breakfast at Tiffany's en 2013, y No Man's Land y Waiting for Godot se presentaron en repertorio el mismo año. Posteriormente, The Cripple of Inishmaan y This is Our Youth se presentaron en el Cort en 2014, mientras que Fish in the Darky Sylvia se representaron en 2015. Los Shuberts adquirieron un garaje adyacente al oeste y lo demolieron en 2016. El Cort luego albergó la producción de Bright Star ese año.En 2017, los Shuberts recibieron permiso de la LPC para construir un anexo de 35 pies de ancho al oeste del teatro existente, diseñado por Kostow Greenwood Architects. Francesca Russo también diseñaría una renovación del teatro existente. Los Shuberts también recibieron permiso para transferir 119,268 pies cuadrados (11,080.4 m2) de derechos de desarrollo aéreo a un hotel de 49 pisos adyacente al teatro; la venta de derechos aéreos se valoró en $50 millones. El Cort además mostró dos producciones en 2017: Indecenty M. Butterfly. Mike Birbiglia presentó su comedia unipersonal The New One en 2018, y las producciones de King Leary el espectáculo unipersonal de Derren Brown, Secret, se alojaron en el Cort en 2019.

### Década de 2020 hasta la actualidad
El teatro cerró el 12 de marzo de 2020 debido a la pandemia de COVID-19.Durante el cierre, en marzo de 2021, los Shuberts anunciaron que el Cort sería renovado y se construiría el anexo.JRM Construction fue contratado como contratista general para el proyecto.The Minutes, que solo había tenido preestrenos en el Cort antes del cierre, se trasladó como resultado de la renovación. Durante el cierre por COVID-19, los Shuberts, los Nederlanders y Jujamcyn se comprometieron a aumentar la diversidad racial y cultural en sus teatros, incluyendo el nombramiento de al menos un teatro en honor a una personalidad teatral negra.En consecuencia, en marzo de 2022, los Shuberts anunciaron que el Cort sería renombrado en honor al actor James Earl Jones y sería rededicado en su reapertura a mediados de 2022. El Jones fue el segundo teatro de Broadway en ser nombrado en honor a una personalidad teatral negra.. 
En agosto de 2022, se anunció que el Jones reabriría en noviembre con preestrenos de la obra Ohio State Murders. El rótulo del Teatro James Earl Jones fue revelado el 12 de septiembre de 2022, celebrando la finalización de la renovación y expansión del teatro por un valor de 47 millones de dólares. Ohio State Murders se estrenó oficialmente en diciembre de 2022 como el primer espectáculo del teatro renombrado,con una duración de un mes. Estaba previsto que en abril de 2023 le siguiera Room, pero se pospuso indefinidamente durante los ensayos. En su lugar,The Sign in Sidney Brustein's Window se estrenó en el teatro ese abril, seguido de una temporada limitada de Gutenberg! The Musical! en octubre de 2023.

## Producciones destacadas
Las producciones se enumeran por el año de su primera representación. Esta lista solo incluye espectáculos de Broadway; no incluye películas proyectadas en el teatro, ni tampoco espectáculos que fueron grabados allí.

### De 1910 a 1990
- 1915: The Princess Pat [63][59]
- 1918: Everyman [221][222]
- 1918: The Merchant of Venice [221][223]
- 1918: As You Like It [221][224]
- 1918: Julius Caesar [221][225]
- 1918: The Better 'Ole [226][227]
- 1919: Abraham Lincoln [226][66]
- 1921: Captain Applejack [226][70]
- 1922: Merton of the Movies [226][228]
- 1924: The Assumption of Hannele [78][229]
- 1924: The Second Mrs. Tanqueray [78][77][230]
- 1925: The Jazz Singer[231]
- 1928: The Wrecker [232][233]
- 1930: Uncle Vanya [234][93]
- 1930: Five Star Final [234][95]
- 1932: The Blue Bird [234][235]
- 1933: The Green Bay Tree [234][95]
- 1935: The Bishop Misbehaves [236][102]
- 1935: Most of the Game [236][237]
- 1935: There's Wisdom in Women [236][100]
- 1937: Room Service [236][104]
- 1939: The White Steed [238][104]
- 1940: The Male Animal [238][108]
- 1940: Charley's Aunt [238][110]
- 1942: Cafe Crown [238][111]
- 1942: I Killed the Count [239][240]
- 1946: The Winter's Tale [241][115]
- 1946: Antigone [241][242]
- 1946: Candida [241][243]
- 1946: Lady Windermere's Fan [241][119]
- 1948: Ghosts [241][244]
- 1948: Hedda Gabler [241][245]
- 1948: The Happy Journey to Trenton and Camden and The Respectful Prostitute [241][121][246]
- 1948: Make Way for Lucia [241][247]
- 1949: Two Blind Mice [122][123]
- 1949: The Father [122][248]
- 1950: As You Like It [122][126]
- 1951: Saint Joan [122][128]
- 1952: The Shrike [122][130]
- 1954: The Rainmaker [122][133]
- 1955: The Diary of Anne Frank [249][135]
- 1958: Sunrise at Campobello [249][141][142]
- 1960: Once Upon a Mattress [249][250]
- 1960: The Hostage [249][251]
- 1960: Advise and Consent [144][252]
- 1961: Purlie Victorious[144][253]
- 1961: Sunday in New York [144][254]
- 1962: The Father,[255] Long Day's Journey into Night,[256]and Miss Julie[257][258]
- 1963: One Flew Over the Cuckoo's Nest [144][259]
- 1965: Boeing-Boeing [260][261]
- 1965: The Zulu and the Zayda [260][262]
- 1967: Johnny No-Trump [260][263]
- 1967: Something Different [260][264]
- 1968: Leda Had a Little Swan[265][266]
- 1969: Red, White and Maddox[267]
- 1974: The Magic Show [152][268]
- 1979: King Richard III [152][269]
- 1980: Clothes for a Summer Hotel [152][270]
- 1982: Medea [152]
- 1984: A Moon for the Misbegotten [271]
- 1984: Ma Rainey's Black Bottom [272][163][164]
- 1988: Sarafina! [176][165][166]
- 1990: The Grapes of Wrath [176][273]
- 1993: Face Value[274][275]
- 1994: Twilight: Los Angeles, 1992 [276]
- 1995: The Heiress [180][277]
- 1997: An American Daughter [278][279]
- 1998: Freak [278][280]
- 1998: The Blue Room [281][282]
- 1999: Kat and the Kings [281][283]

### De 2000s al presente
- 2000: The Green Bird [281][284][285]
- 2002: Hollywood Arms [286][287][288]
- 2003: A Year with Frog and Toad [286][289][290]
- 2003: Bobbi Boland[291][292][293]
- 2004: Laugh Whore[294][295]
- 2005: On Golden Pond[296][297]
- 2006: Barefoot in the Park[298][299]
- 2006: The Little Dog Laughed[300][301]
- 2007: Radio Golf[302][303]
- 2007: The Homecoming[304][305]
- 2008: The 39 Steps[306]
- 2009: You're Welcome America: A Final Night with George W. Bush[307][308]
- 2010: A View from the Bridge[309][310]
- 2010: Fences[311][312]
- 2010: Time Stands Still[313][314]
- 2011: Born Yesterday[315][316]
- 2011: Stick Fly[317][318]
- 2012: The Lyons[319][320]
- 2012: Grace[321][322]
- 2013: Breakfast at Tiffany's[323][324]
- 2013: No Man's Land[325][326] and Waiting for Godot[327][328][329]
- 2014: The Cripple of Inishmaan[330][331]
- 2014: This is Our Youth[332][333]
- 2015: Fish in the Dark[334][335]
- 2015: Sylvia[336][337]
- 2016: Bright Star[338][339]
- 2017: Indecent[340][341]
- 2017: M. Butterfly[342][343]
- 2018: Mike Birbiglia's The New One[344][345]
- 2019: King Lear[346][347]
- 2019: Derren Brown: Secret[348][349]
- 2020: The Minutes[350][351]
- 2022: Ohio State Murders[352]
- 2023: The Sign in Sidney Brustein's Window[353][354]
- 2023: Gutenberg! The Musical![219][220]